# Chapelle des Verreries de Goetzenbruck
La chapelle des Verreries se situe dans la commune française de Goetzenbruck et le département de la Moselle.

## Histoire
Après avoir fondé une verrerie dans le village en 1721, Jean-Baptiste Poncet, assesseur à la prévôté de Bitche, fait construire quelques années plus tard (1724) une chapelle en l'honneur de la Vierge Marie pour les verriers. Georges Walter, dit « Chambré Georges », le plus célèbre maître-verrier du village, raconte: 
« Nos grands-parents construisirent une chapelle à cet endroit. Chacun des habitants de Goetzenbruck et de Königsberg (Sarreinsberg) y a contribué selon ses moyens. Que Dieu soit loué à jamais ! Nos ancêtres, après avoir trouvé cet endroit pour y exercer leur art, ont commencé par rendre à Dieu l’honneur et la gloire qui lui sont dus. Ils savaient bien que de la bénédiction de Dieu dépend tout bien et tout bonheur »
Les pères Augustins de Bitche (fondateurs du premier collège de Bitche) assuraient les offices, puis le curé Jean-Nicolas André (1722-1751) de Soucht reçut l’autorisation épiscopale d’y assurer les offices les dimanches et fêtes. La commune de Goetzenbruck devient paroisse de l’archiprêtré de Bitche en 1802. Son premier curé fut l’abbé Gaertner nommé en 1803.
Le 5 février 1776, une « visite canonique » est ordonnée par l’évêque de Metz, Louis-Joseph Montmorency Laval. Elle est exécutée par le curé Lacombe de Siersthal qui remplissait le rôle d’archiprêtre de Hornbach dont Goetzenbruck dépendait à l’époque. Il en ressortit qu’il fallait agrandir la chapelle pour accueillir toute la population, car les familles continuaient à se multiplier dans le village. En 1794 on y dénombra 477 habitants. Ils étaient 714 en 1801 et très exactement 952 en 1810. Vu la difficulté d’agrandir ce bâtiment, il fut décidé de construire une nouvelle église en 1813.
Située au lieu-dit Appelgarten, au nord de la verrerie, en bordure de la rue de Bitche, la chapelle est reconstruite en 1807 par le maître de la verrerie. Très dégradée par son utilisation comme entrepôt, la chapelle, propriété de la verrerie, a été sauvée de la démolition par son inscription par un arrêté du 15 juin 1978 sur la liste supplémentaire des Monuments historiques. Il s'agit d'un édifice à nef à vaisseau unique et chœur polygonal, bien dans la tradition de l'architecture du Pays de Bitche. Les élévations de la nef sont percées de hautes fenêtres en plein cintre, malheureusement surmontées de baies modernes qui les dénaturent. À l'intérieur, le volume originel a été altéré par l'adjonction de dalles de béton.
De taille plutôt modeste (il paraît que ses murs sont en partie encore visibles dans le chœur de l’ancienne église), elle avait un clocheton qui portait le nom du fondeur « Matthaeus Edel zu Strasburg gos mich 1720 » (Matthaeus Edel de Strasbourg me fondit en 1720). Cette cloche existe encore et est actuellement entreposée à la mairie. On sait également que le mariage de Jean-Martin Walter (cofondateur de l’usine) avec Elisabeth Froehlinger de Wingen sur Moder y fut célébré. Et que Pierre Stenger (autre cofondateur de l’usine), ses fils Etienne et Antoine y furent respectivement enterrés en 1764, 1772 et 1773.
La toiture et la charpente furent rénovées à l'automne 2009. 
Placée au fond de l'ancien chœur, subsiste la base du croisillon d'une croix érigée en 1724 devant la chapelle par les premiers maîtres-verriers. Le Christ en grès gris, qui figurait sur le croisillon, est conservé dans une collection privée. Bien que très mutilé, c'est une œuvre de bonne qualité, traitant avec réalisme la cage thoracique et avec soin la chevelure retombant sur l'épaule droite.
Plusieurs personnes furent enterrées dans cette chapelle entre 1763 à 1772.

## Description
Il s'agit d'un édifice à nef à vaisseau unique et chœur polygonal, bien dans la tradition de l'architecture du Pays de Bitche. Les élévations de la nef sont percées de hautes fenêtres en plein cintre, malheureusement surmontées de baies modernes qui les dénaturent. À l'intérieur, le volume originel a été altéré par l'adjonction de dalles de béton.